# آيت وانكا الجنوبية (إكرفراون)
آيت وانكا الجنوبية هي إحدى مشيخات المملكة المغربية، تتبع جغرافيا لإقليم الحوز وإداريًا لإكرفراون. يقدر عدد سكانها بـ 6796 نسمة حسب الإحصاء الرسمي للسكان والسكنى لسنة 2004.